# 赤堀鉄吉

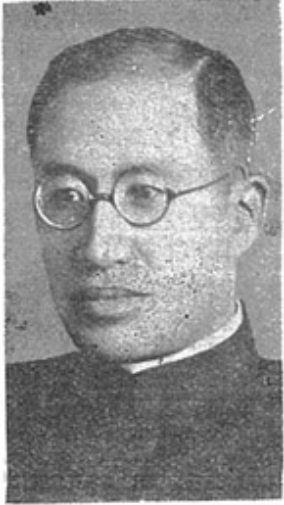
赤堀鉄吉

赤堀 鉄吉（あかほり てつきち、1890年（明治23年）4月3日 - 1968年（昭和43年）1月1日）は、日本の外交官。台湾総督府官僚、弁護士。

## 経歴
大阪市此花区西島町出身。1918年（大正7年）、東京帝国大学法学部英法科を卒業。愛知県属、台南州警務課長・理蕃課長、台北州教育課長、高雄州警務部長、同内務部長、台中州警務部長、殖産局鉱務課長・商工課長、同山林課長・鉱務課長、文教局学務課長、内務局地方課長・地理課長、殖産局農務課長、専売局庶務課長、新竹州知事、高雄州知事などを歴任した。
退官後は台湾住宅営団理事長に就任した。
1942年（昭和17年）より中華民国大使館参事官・廈門総領事を務めた。戦後に弁護士を開業。墓所は多磨霊園。

## 栄典
外国勲章佩用允許
- 1944年（昭和19年）6月23日 - 中華民国：二級同光勲章[3]